# Feed the Animals
Feed the Animals è il quarto album in studio del musicista americano Gregg Gillis, pubblicato con il suo nome d'arte Girl Talk da Illegal Art il 19 giugno 2008. Illegal Art ha originariamente pubblicato l'album come download digitale attraverso il loro sito web utilizzando un "paga quello che vuoi "sistema di prezzi. Come gran parte del suo lavoro precedente, Gillis ha composto Feed the Animals quasi interamente utilizzando campioni di musica di altri artisti ed elementi minori della sua strumentazione originale.
Nel numero di dicembre 2008, la rivista Blender ha nominato Feed the Animals come il secondo miglior album del 2008, dietro solo Tha Carter III di Lil Wayne. In Australia, l'album ha debuttato al numero 83 della ARIA Albums Chart nel febbraio 2009. A vinyl LP release of Feed the Animals to be handled by Wham City Records was also announced, but ultimately never materialized.

## Tracce
1. Play Your Part (Pt. 1) – 4:45
2. Shut the Club Down – 3:07
3. Still Here – 3:57
4. What It's All About – 4:15
5. Set It Off – 3:42
6. No Pause – 3:12
7. Like This – 3:21
8. Give Me a Beat – 4:12
9. Hands in the Air – 4:20
10. In Step – 3:23
11. Let Me See You – 4:04
12. Here's the Thing – 4:46
13. Don't Stop – 2:58
14. Play Your Part (Pt. 2)" – 3:25